# Лоренцо Пірола
Лоренцо Пірола (італ. Lorenzo Pirola; нар. 20 лютого 2002, Карате-Бріанца) — італійський футболіст, захисник грецького клубу «Олімпіакос» і молодіжної збірної Італії.

## Клубна кар'єра
Уродженець Карате-Бріанца, Ломбардія, виступав за молодіжні команди футбольних клубів «Казатесе», «Міссалья», «КОСОВ Вілласанта» і «Лучіано Манара». У 2015 році став гравцем футбольної академії міланського «Інтернаціонале».
16 липня 2020 року дебютував в основному складі «Інтера» у матчі італійської Серії A проти СПАЛа, вийшовши на заміну замість Антоніо Кандреви.
5 жовтня того ж 2020 року на правах оренди приєднався до друголігової «Монци».
В липні 2024 року Пірола перейшов до грецького «Олімпіакоса», з яким підписав трирічний контракт.

## Кар'єра в збірній
Виступав за юнацькі збірні Італії до 15, 16, 17, 18 і 19 років.
У травні 2019 року в складі збірної Італії до 17 років зіграв на чемпіонаті Європи, на якому італійці зайняли друге місце, програвши у фіналі збірній Нідерландів.
З 2020 року залучається до складу молодіжної збірної Італії.

## Статистика виступів

### Статистика клубних виступів
Станом на 20 травня 2021
| Сезон             | Команда           | Чемпіонат         | Чемпіонат | Чемпіонат | Національний кубок | Національний кубок | Національний кубок | Континентальні кубки | Континентальні кубки | Континентальні кубки | Інші змагання | Інші змагання | Інші змагання | Усього | Усього | Усього |
| Сезон             | Команда           | Ліга              | Ігор      | Голів     | Ліга               | Ігор               | Голів              | Ліга                 | Ігор                 | Голів                | Ліга          | Ігор          | Голів         | Ігор   | Голів  |        |
| ----------------- | ----------------- | ----------------- | --------- | --------- | ------------------ | ------------------ | ------------------ | -------------------- | -------------------- | -------------------- | ------------- | ------------- | ------------- | ------ | ------ | ------ |
| 2019–20           | «Інтернаціонале»  | A                 | 1         | 0         | КІ                 | 0                  | 0                  | ЛЄ                   | 0                    | 0                    | -             | -             | -             | 1      | 0      |        |
| 2020–21           | «Монца»           | B                 | 12+2      | 0         | КІ                 | 2                  | 0                  | -                    | -                    | -                    | -             | -             | -             | 16     | 0      |        |
| 2021–22           | «Монца»           | B                 | 0         | 0         | КІ                 | 0                  | 0                  | -                    | -                    | -                    | -             | -             | -             | 0      | 0      |        |
| Усього за «Монцу» | Усього за «Монцу» | Усього за «Монцу» | 14        | 0         |                    | 2                  | 0                  |                      | -                    | -                    |               | -             | -             | 16     | 0      |        |
| Усього за кар'єру | Усього за кар'єру | Усього за кар'єру | 15        | 0         |                    | 2                  | 0                  |                      | 0                    | 0                    |               | -             | -             | 17     | 0      |        |

### Статистика виступів за збірну
Станом на 20 травня 2021
| Дата       | Місто   | Господарі | Результат | Гості    | Турнір                             | Голи | Примітки |
| ---------- | ------- | --------- | --------- | -------- | ---------------------------------- | ---- | -------- |
| 13-10-2020 | Піза    | Італія    | 2 – 0     | Ірландія | Кваліфікація молодіжного Євро-2021 | -    |          |
| 30-3-2021  | Марибор | Італія    | 4 – 0     | Словенія | Молодіжне Євро-2021 - 1-й етап     | -    | 73'      |
| Усього     |         | Матчів    | 2         |          | Голів                              | 0    |          |

## Титули і досягнення
- Чемпіон Греції (1):

«Олімпіакос»: 2024–25
- Володар Кубка Греції (1):

«Олімпіакос»: 2024–25